# أندريه سميث (لاعب كرة قدم أمريكية مواليد 1988)
أندريه سميث (بالإنجليزية: Andre Smith)‏ هو لاعب كرة قدم أمريكية أمريكي، ولد في 26 سبتمبر 1988 في سافانا في الولايات المتحدة.

## وصلات خارجية
- أندريه سميث على موقع مرجع كرة القدم المحترفة.كوم (الإنجليزية)